# Bayerisches Landesamt für Verfassungsschutz
Das Bayerische Landesamt für Verfassungsschutz (BayLfV) ist die Landesbehörde für Verfassungsschutz des Freistaates Bayern mit Sitz in München.

## Geschichte

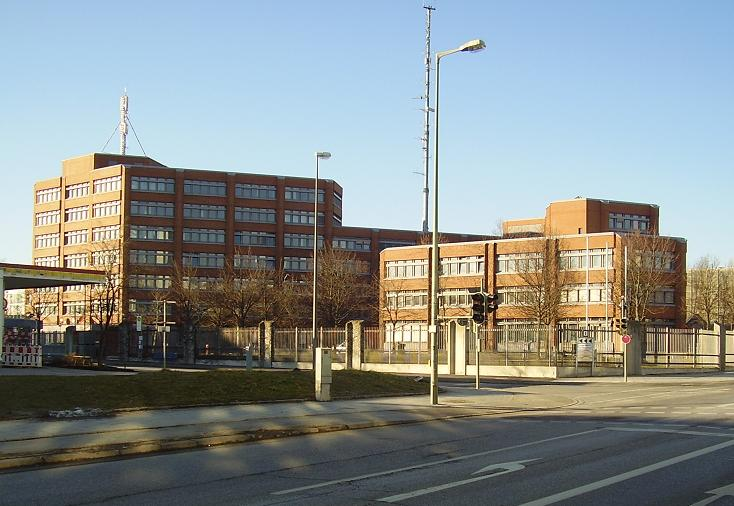
Dienstgebäude in Milbertshofen-Am Hart im Münchner Norden

Das Landesamt für Verfassungsschutz in Bayern wurde durch Gesetz vom 22. November 1950 rückwirkend zum 1. November 1950 errichtet. Am 20. Februar 1950 hatte das Amt des US-amerikanischen Hohen Kommissars für Deutschland, Amt des Landeskommissars für Bayern, die Bayerische Staatsregierung schriftlich ermächtigt, eine „kleine Dienststelle zum Zwecke der Sicherstellung von Nachrichten über umstürzlerische Tätigkeiten zu errichten“. Gemäß dem am 29. September 1950 in Kraft getretenen Bundesverfassungsschutzgesetz hatten alle Länder eine Behörde zur Bearbeitung von Angelegenheiten des Verfassungsschutzes zu bestimmen.
Das Landesamt übernahm, laut einer von der Landtagsfraktion der Grünen beauftragten Studie, bei seiner Gründung zahlreiche Personen mit nachrichtendienstlicher Erfahrung aus den Reihen der Gestapo. Beispiele sind der SS-Hauptsturmführer Leonhard Halmanseger, der sich im Reichssicherheitshauptamt mit der Bekämpfung der politischen Gegner der Nazis beschäftigt hatte, oder SS-Sturmbannführer Joseph Schreieder, der vor 1945 bei der Gestapo für die Bekämpfung des Widerstands in den Niederlanden zuständig gewesen war und der über den BND-Vorläufer Organisation Gehlen zum Landesamt kam. 1951 lehnte die US-Besatzungsmacht vier von sechs vorgeschlagenen neuen Beamten des Verfassungsschutzes unter Hinweis auf deren Vergangenheit ab. Unter den Abgelehnten befand sich auch Halmanseger, für den der damalige Bayerische Innenminister Wilhelm Hoegner (SPD) eine pragmatische Lösung fand: Er wurde offiziell Beamter der Bayerischen Grenzpolizei, arbeitete faktisch aber für den Verfassungsschutz. Auch andere Verfassungsschutzmitarbeiter wurden zunächst offiziell Bedienstete der Grenzpolizei. Unter dem Eindruck des Kalten Krieges wurden die Vorbehalte der US-Dienststellen gegen die erfahrenen Antikommunisten geringer, so dass Leute wie Halmanseger nun offiziell Verfassungsschutzbeamte wurden. Bereits 1965 war die von den Alliierten genehmigte „kleine Dienststelle“ mit ursprünglich 26 Mitarbeitern auf 173 Bedienstete angewachsen.
Ende der 1980er Jahre bezog das Landesamt gemeinsam mit dem Polizeipräsidium Oberbayern ein für die beiden Behörden errichtetes Dienstgebäude in der Knorrstraße im Münchner Stadtteil Am Hart.
In den Jahren ab 1991 war das bayerische Landesamt maßgeblich am Aufbau des Landesamts für Verfassungsschutz Sachsen beteiligt.
Seit Oktober 2004 arbeitet das Landesamt für Verfassungsschutz mit dem Landeskriminalamt zusammen im Rahmen der Arbeitsgruppe BIRGiT (Beschleunigte Identifizierung und Rückführung von Gefährdern aus dem Bereich des islamistischen Terrorismus/Extremismus).

## Mitarbeiter und Etat
Im Haushaltsplan für das Jahr 2024 waren für das Bayerische Landesamt für Verfassungsschutz 577 Stellen für Beamte und Tarifbeschäftigte ausgewiesen. Das Haushaltsvolumen betrug im gleichen Zeitraum rund 44 Millionen Euro.
Beamte des Bayerischen Landesamtes für Verfassungsschutz treten nicht mit dem 67. Lebensjahr in den Ruhestand, wie die anderen Beamten bei deutschen Nachrichtendiensten, sondern mit dem 62. Lebensjahr wie Beamte der Polizei, des Justizvollzugs und der Feuerwehren in Bayern.

## Organisation
Das Landesamt ist in fünf Abteilungen aufgeteilt. Hinzu kommen die drei Stabstellen „Kommunikation und Medien“, „Leitungsunterstützung“ und „Chief Technology Officer“, die dem Amtsleiter zur Seite stehen. Die fünf Abteilungen gliedern sich wie folgt:
- Abteilung 1: Zentralabteilung
- Abteilung 2: Technik und operative Unterstützung
- Abteilung 3: Rechtsextremismus und -terrorismus
- Abteilung 4: Islamistischer und auslandsbezogener Extremismus und Terrorismus
- Abteilung 5: Organisierte Kriminalität, Linksextremismus, Cyber-Allianz-Zentrum und Wirtschaftsschutz, Spionageabwehr, Geheimschutz

## Rechtsgrundlage
Rechtsgrundlagen der Arbeit des Landesamtes für Verfassungsschutz Bayern sind das Bundesverfassungsschutzgesetz (BVerfSchG) vom 20. Dezember 1990 (BGBl. I S. 2954), das die Zusammenarbeit der Verfassungsschutzbehörden des Bundes und der Länder und damit auch den Mindestaufgabenbestand regelt, und das Bayerische Verfassungsschutzgesetz (BayVSG) vom 12. Juli 2016 (GVBl. S. 145, BayRS 12-1-I) in der jeweils geltenden Fassung. Ebenso findet das Artikel-10-Gesetz Anwendung.
Mit Urteil vom 26. April 2022 erklärte das Bundesverfassungsgericht weite Teile des 2016 reformierten bayerischen Verfassungsschutzgesetzes für verfassungswidrig, darunter die Rechtsgrundlagen zur Wohnraumüberwachung und Online-Durchsuchung, zur Erstellung von Bewegungsprofilen aus Mobilfunkdaten, zur Vorratsdatenspeicherung, zum Einsatz von V-Leuten sowie zur Observation von Zielpersonen. Teilweise fehle es an den verfassungsrechtlichen Anforderungen für einen Eingriff in Grundrechte wie das Grundrecht auf Unverletzlichkeit der Wohnung oder das Fernmeldegeheimnis, teilweise seien die Vorschriften schlicht nicht hinreichend bestimmt. Die vom Gericht kritisierten Regelungen dürfen in eingeschränkter Form höchstens bis Ende Juli 2023 in Kraft bleiben.

## Leitung
| Zeitraum                      | Name            | Bemerkung                                                             |
| ----------------------------- | --------------- | --------------------------------------------------------------------- |
| 1950 – August 1951            | Wilhelm Frank   | nebenamtliche Betreuung des Verfassungsschutzes                       |
| September 1951 – Oktober 1954 | Karl Kurz       |                                                                       |
| Oktober 1954 – März 1960      | Martin Riedmayr |                                                                       |
| August 1960 – Oktober 1971    | Karl Sturm      |                                                                       |
| November 1971 – März 1981     | Hans Ziegler    | In seine Amtszeit fiel die Affäre um Hans Langemann                   |
| Juli 1981 – März 1987         | Hermann Häring  |                                                                       |
| März 1987 – Juli 1987         | Ernst Bschorr   | kommissarische Leitung                                                |
| Juli 1987 – Februar 1994      | Hubert Mehler   |                                                                       |
| März 1994 – November 2001     | Gerhard Forster | In seine Zeit fallen die ersten 3 Morde des NSU-Terrortrios in Bayern |
| November 2001 – Juli 2005     | Günter Gold     |                                                                       |
| 2005 – Juli 2008              | Wolfgang Weber  |                                                                       |
| August 2008 – Dezember 2024   | Burkhard Körner |                                                                       |
| seit 1. Januar 2025           | Manfred Hauser  |                                                                       |

## Kontrolle
Das LfV unterliegt als unmittelbar nachgeordnete Landesoberbehörde der Fach- und Dienstaufsicht durch das Bayerische Staatsministerium des Innern.

## Aufgaben
Der Verfassungsschutz wirkt unter anderem bei Sicherheitsüberprüfungen mit. Die Rechtsgrundlage hierfür ist das Bayerische Sicherheitsüberprüfungsgesetz.

## Kontroversen
Trotz eines Urteils des Bayerischen Verwaltungsgerichtshofes, nach dem die Antifaschistische Informations-, Dokumentations- und Archivstelle München e. V. (a.i.d.a.) aus dem Verfassungsschutzbericht 2008 zu entfernen ist, war diese Organisation auch in den Verfassungsschutzberichten 2010 und 2011 wieder enthalten. In einem Vergleich 2012 verpflichtete sich das bayerische Innenministerium, rückwirkend die Einstufung der a.i.d.a. e. V. als „linksextremistisch“ zurückzunehmen und die jeweiligen Jahresberichte entsprechend abzuändern. Weiterhin sicherte das Innenministerium zu, den Verein auch künftig nicht mehr im Verfassungsschutzbericht zu nennen.
Die Landesvereinigung Bayern der Vereinigung der Verfolgten des Naziregimes – Bund der Antifaschistinnen und Antifaschisten (VVN-BdA) reichte im Sommer 2011 Klage gegen den Freistaat beim Bayerischen Verwaltungsgericht ein. Die Klage bezog sich auf die im Verfassungsschutzbericht des Bundeslandes für das Jahr 2010 aufgeführten Passagen zur VVN-BdA, da in ihnen prominente Mitglieder diffamiert würden. Auf der Grundlage der Nennung der VVN-BdA als „bundesweit größte linksextremistisch beeinflusste Organisation im Bereich des Antifaschismus“ im bayerischen Verfassungsschutzbericht erkannte das Berliner Finanzamt für Körperschaften der VVN-BdA im November 2019 den Status der Gemeinnützigkeit ab.
Auch der bayerische Landesvorsitzende der VVN, Ernst Grube, ein Überlebender der Konzentrationslager des „Dritten Reichs“, wurde im Verfassungsschutzbericht namentlich benannt und sieht darin eine Diffamierung.
Erst im Verfassungsschutzbericht 2021 tauchte der Landesverband Bayern der VVN-BdA nicht mehr auf.
Thematisiert wird im Zusammenhang der Aufklärung der unerkannten Mordserie der rechtsextremen Terrorgruppe Nationalsozialistischer Untergrund (NSU) der Aufbau des rechtsextremen Thule-Netzes. Offenbar war das Landesamt bis Mitte 1998 über einen V-Mann, dem es für den technischen Betrieb des Netzes mehr als 150.000 D-Mark zahlte, an der Gründung und Etablierung des Netzes beteiligt. Dieser V-Mann radikalisierte sich erst nach Aufnahme seiner Tätigkeit für den bayerischen Verfassungsschutz, hatte gute Kontakte zum Thüringer Heimatschutz, dem der NSU entstammte, und hat nach Angaben des Thüringer Neonazis und V-Manns des dortigen Landesamtes für Verfassungsschutz, Tino Brandt, „natürlich“ das NSU-Trio Uwe Mundlos, Uwe Böhnhardt und Beate Zschäpe gekannt. Kai D. – ein Computerexperte aus dem oberfränkischen Landkreis Kronach und damals noch Chef und Besitzer eines Sicherheitsdienstes – soll im Jahr 1994 eine „Todesliste“ mit 250 politischen Gegnern, z. B. aus der Antifa-Szene, verbreitet haben.
Der NSU-Untersuchungsausschuss attestierte in seinem vorläufigen Abschlussbericht den Mitarbeitern des Verfassungsschutzes, die in den Neunzigerjahren den Rechtsextremismus beobachteten, fehlende Kompetenz.
Im November 2015 wurde die Beobachtung der bayerischen Bundestagsmitglieder der Partei Die Linke durch das Landesamt für Verfassungsschutz in Bayern eingestellt. Der bayerische Landesverband und seine Mitglieder wurden durch das Landesamt für Verfassungsschutz in Bayern hingegen weiterhin als „linksextremistisch“ eingestuft. So wurde unter anderem bei der Bewerbung für den öffentlichen Dienst oder im Rahmen eines externen Vortrages an einer bayerischen Schule explizit nach der Mitgliedschaft in der Partei gefragt. Der zuständige Staatsminister Joachim Herrmann äußerte hierzu nach dem Ende der Beobachtung der Partei „Die Linke“ durch das Bundesamt für Verfassungsschutz 2013:

„Ich sehe keinen Anlass zur Änderung unserer bayerischen Praxis. (…). Ich halte die Beobachtung der Partei Die Linke durch den Verfassungsschutz für richtig und notwendig. Teile der Linkspartei sind klar verfassungsfeindlich und prägen die Partei in ihrer gesamten Ausrichtung.“

Im Jahre 2024 reichte die Gesellschaft für Freiheitsrechte (GFF) eine Verfassungsbeschwerde im Namen von Aktivisten von Ende Gelände ein, da diese durch die Einstufung ihrer Organisation und das Recht des Landesamts, Geschäftspartner wie Banken, Vermieter und Arbeitgeber über ihr Engagement zu informieren, negative Auswirkungen auf ihrer Privatleben befürchteten.
In der ursprünglichen Fassung einer Veröffentlichung des Bayerischen Landesamtes für Verfassungsschutz für den Zeitraum vom Mai 2023 bis Juli 2024 wurden unter anderem Die Weltwoche, die NachDenkSeiten, der NDR, die Berliner Zeitung und Der Freitag als Medien bezeichnet, die im Rahmen der russischen Auslandspropaganda Narrative des Kremls verbreiteten (Doppelgängerkampagne). Die Berliner Zeitung warf dem Verfassungsschutz „eine falsche Einordnung“ vor, „die nicht nur unwahr, sondern auch rufschädigend und verleumderisch“ sei. Belege, dass Nachrichten der Berliner Zeitung „anscheinend grundsätzlich“ ins russische Narrativ passen, würden vom Verfassungsschutz nicht mitgeliefert. Auch Bundestagsvizepräsident Wolfgang Kubicki kritisierte das Vorgehen des bayerischen Verfassungsschutzes, denn es sei nicht dessen Aufgabe, „mediale Inhalte daraufhin abzuklopfen, ob sie ins russische Narrativ passen“, zumal selbst dieses in der Bundesrepublik ohnehin „unter dem breiten Schirm der Meinungsfreiheit“ stehe. Das Vorgehen sei rechtswidrig. „Da es in der öffentlichen Rezeption der Publikation „Interne Details zu russischer Desinformationskampagne ‚Doppelgänger‘“ teilweise zu inhaltlichen Missverständnissen kam“, hat das Bayerische Landesamt „strukturelle Anpassungen des Berichts vorgenommen“: Das BayLfV insinuiere explizit nicht, dass die Verantwortlichen der aufgelisteten Webseiten russische Propaganda verbreiten oder in Kenntnis darüber sind bzw. es gutheißen, dass ihre Inhalte im Rahmen der „Doppelgänger“-Kampagne weiterverbreitet werden. Ferner nehme das BayLfV keinerlei Wertung der Inhalte der Webseiten vor.